# Serhi Sedniev
Serhi Anatoliyoviych Sedniev (en ucraniano: Сергій Анатолійович Седнєв; Hlújiv, 19 de diciembre de 1983) es un deportista ucraniano que compitió en biatlón.
Ganó una medalla de plata en el Campeonato Mundial de Biatlón de 2011 y dos medallas en el Campeonato Europeo de Biatlón de 2009.

## Palmarés internacional
| Campeonato Mundial | Campeonato Mundial    | Campeonato Mundial | Campeonato Mundial |
| Año                | Lugar                 | Medalla            | Prueba             |
| ------------------ | --------------------- | ------------------ | ------------------ |
| 2011               | Janty-Mansisk (Rusia) | Medalla de plata   | Relevo             |
| Campeonato Europeo |                       |                    |                    |
| Año                | Lugar                 | Medalla            | Prueba             |
| 2009               | Ufá (Rusia)           | Medalla de plata   | Individual         |
| 2009               | Ufá (Rusia)           | Medalla de bronce  | Persecución        |